# 오면체
오면체(五面體)는 5개의 면으로 둘러싸인 다면체이다. 오면체는 다음 두 종류가 있다.
- 사각형 하나와 삼각형 넷으로 이루어진 다면체. 사각뿔
- 세 개의 인접한 사각형과 두 개의 떨어진 삼각형으로 이루어진 도형. 삼각기둥이나 삼각뿔대 등.

| 이름             | 그림 | 꼭지점 | 가장자리 | 면 | 유형별 면             |
| ---------------- | ---- | ------ | -------- | -- | --------------------- |
| Square pyramid   |      | 5      | 8        | 5  | 삼각형 4개 사각형 1개 |
| Triangular prism |      | 6      | 9        | 5  | 삼각형 2개 사각형 3개 |